# Tbong Khmum
Tbong Khmum (em Khmer: ខេត្ត ត្បូងឃ្, IPA:  [tɓouŋ kʰmum] "Diamante de Bee") é uma província (khaet) do Camboja localizado nas planícies centrais do Rio Mekong. Faz fronteira com as províncias de Kampong Cham, a oeste, Kratié para o norte, Prey Veng, ao sul e compartilha uma fronteira internacional com o Vietnã para o leste. Sua capital e maior cidade é Suong. O nome da província é composta de duas palavras em Khmer, tboung (gema, jóia preciosa) e khmum (abelha), que juntas significam "âmbar".
A província de Tbong Khmum foi formada quando a província de Kampong Cham foi dividida em duas partes por um decreto real assinado em 31 de dezembro de 2013, pelo rei Norodom Sihamoni, sobre a recomendação do primeiro-ministro Hun Sen. A pedido do governo de Hun Sen, para dividir a província, que foi ostensivamente com o objetivo de melhorar a eficiência administrativa na grande província, foi feita após a decisão do Partido Popular do Camboja (PPC), que perdeu a província para a oposição nas eleições de julho de 2013. O PPC venceu apenas oito das dezoito cadeiras da Assembleia Nacional disponíveis para a província natal de Hun Sen. 

## Administração
A província está subdividida em seis distritos e uma cidade.
- Dambae  (ដំបែ)
- Krouch Chhma  (ក្រូចឆ្មារ)
- Memot  (មេមត់)
- Ou Reang Ov  (អូរាំង ឪ)
- Ponhea Kraek  (ព ញ្ញា ក្រែក)
- Tboung Khmum  (ត្បូងឃ្មុំ)
- Suong  (ក្រុង សួង)